# Pedro Torrão
Pedro Miguel Ferreira da Silva Torrão (Vila Franca de Xira, 12 marzo 1977) è un ex calciatore portoghese, di ruolo centrocampista.

## Carriera
Ha giocato nella massima serie dei campionati portoghese e cipriota.